# El rey del timo
El rey del timo (título original: Le Guignolo) es una película franco-italiano realizada por Georges Lautner, estrenada en 1980. Es la segunda de las cinco colaboraciones entre Georges Lautner y Jean-Paul Belmondo, después de Flic o Voyou, estrenado el año precedente. Seguirán El profesional (1981), Joyeuses Pâques (1984) y L'inconnu dans la maison (1992).

## Synopsis
Alexandre Dupré (Jean-Paul Belmondo) es un seductor y sobre todo un ladrón, experto en robos y otros métodos de hurto, y especialmente en "estafas de vodevil". Recientemente libre de prisión, conoce a Sophie Chaperon (Mirella D'Angelo), una joven que ejerce el mismo trabajo que él. Ellos unen sus fuerzas pero, tras un malentendido entre ellos, su primer gran actuación llega a su fin cuando casi muere ahorcado en una estafa en la que trabajaban. Dupré la deja y toma el avión a Venecia para buscar otro destino.
Durante el viaje, es abordado por un pasajero en el avión que, bajo un pretexto anodino, le pide que pase la frontera italiana con su maletín sin despertar mayores sospechas. Este maletín contiene un encendedor, del que no sabe que oculta un microfilm, con los planos para construir una máquina y una fórmula secreta, para producir gasolina sintética en donde Francia ya no tendría que importar gasolina de los países árabes. 
Después de cruzar la frontera del aeropuerto de Venecia sin problemas, se dirige al misterioso pasajero para devolverle su equipaje. Pero éste es asesinado en ese mismo instante por un tirador emboscado, para robar su maletín, entonces Alexandre Dupré escapa y llega a su hotel, en donde nuevamente tratan de matarlo para obtener su maletín, él recibe dos llamadas telefónicas en donde dos personas le ofrecen al mismo tiempo una gran fortuna por ese maletín, él camina para entregar ese maletín y matan a la mujer que le ofrece el dinero.
Alexandre Dupré logra escapar nuevamente y llega al hotel para tratar de estafar a unos comerciantes de arte de Japón, al ofrecer un cuadro que su amigo saca temporalmente del museo y lo cambian por una copia, cuando matan a los comerciantes de arte con un disparo a distancia, porque pensaban estaba comprando el maletín, él nuevamente escapa de la policía de Venecia que investiga ese asesinato y recibe ayuda de una agencia secreta de Francia, que lo rescata en una lancha y luego en un helicóptero, porque ahora él ha sido reclutado para trabajar por Francia, que también le ofrecen dinero por ese maletín y descubrir el misterio, antes que los árabes, cuando lo estaban buscando para obtener el maletín y matarlo.
Finalmente Alexandre Dupré, descubre que en el encendedor dentro del maletín está oculto el secreto, logra escapar de las personas que lo buscan para matarlo, saltando por la ventana a un canal de Venecia, cae sobre el techo de una lancha que estaba al servicio de la agencia secreta de Francia, escapa subiendo a un puente y logra salir de Venecia en bus, oculta el encendedor en el interior de una salchicha y se la entrega a un turista de Francia muy simpático, que hace bromas cuando él trataba de escapar de los árabes.
Lo encuentra nuevamente en una fábrica de pan, con la información de la agencia secreta de Francia y en una lucha contra los árabes que lo siguen, el encendedor cae en una masa de pan para su corte y distribución en un camión, él secuestra al camión repartidor de pan y conduce a París escoltado por la policía de Francia, para entregar todos los panes con el encendedor en su interior y se convierte en un héroe condecorado por el gobierno de Francia.

## Ficha técnica
- Realización : Georges Lautner
- Guion : Jean Herman
- Diálogos : Michel Audiard
- Música : Philippe Sarde
- Decoraciones : Jean André y Lorenzo Baraldi
- Disfraces : Paulette Breil
- Fotografía : Henri Decaë
- Montaje : Michelle David
- Coordinación de las cascadas : Rémy Julienne y Claude Carliez (cascadas ejecutadas por Jean-Paul Belmondo)
- Producción : Alain Poiré
- País de origen :   Francia Italia
- Lengua original : francés
- Formato : color - 1,66:1
- Género : comedia

## Reparto
- Jean-Paul Belmondo : Alexandre Dupré
- Georges Géret : Joseph, dicho « mandando Donnadieu », un agente de los servicios secretos franceses
- Michel Galabru : Achille Sureau, un anciano cómplice de Dupré
- Carla Romanelli (VF : Monique Thierry) : Gina
- Von Gretchen Shepard : Caroline, la agente X-22[1]
- Mirella De Angelo : Sophie Chaperon / Pamela
- Pierre Vernier : Helmut von Ofenburg
- Paolo Bonacelli : Kamal
- Michel Beaune : Louis Fréchet
- Tony Kendall : Fredo
- Maurice Auzel : el franchouillard
- Henri Guybet : Machavoine, el fontanero
- Lily Fayol : Mrs Schwartz
- Philippe Castelli : el conserje del hotel
- Charles Gérard : Abdel Fahrad
- Anne Goddet : Irène
- Jean-François Calvé : el ministro
- Jean Luisi : un guardián de prisión
- Renzo Marignano : el bijoutier
- Enzo Guarini : el comisario (crédité bajo el nombre Vincenzo Guarini)
- Aldo Rendine : Urbino Alfonsi, el detective del hotel
- Michel Berreur : Hussein
- Dona Leigh Kessler : la rubia
- Daniel Breton : Yasser
- Luong Ham Chau : Ohsawah
- Thang-Largo : Taramushi
- Jacques Ramade : el servidor que tousse
- Alain David Gabison : el director de la prisión
- René Chateau : el fotógrafo del aeropuerto (caméo no crédité)

## Taquilla
Le Guignolo permaneció en la cima de la taquilla de París durante cuatro semanas seguidas. Beneficiándose de un gran canal de distribución y una campaña promocional masiva, la película alcanzó 2 849 000 espectadores en toda Francia. Sin embargo, el pobre boca a boca parece haber provocado una caída en la asistencia, rápidamente después de las excelentes puntuaciones del primer día. Si bien fue un éxito, la película no alcanzó la puntuación de Flic ou Voyou, la película anterior del trío Belmondo-Lautner-Audiard, estrenada el año anterior.